# Накхонратчасима
Накхо̀нратчасима́ (Накхо́нратчаси́ма, тайск. นครราชสีมา; Кора́т) — город в одноимённой провинции Таиланда на северо-востоке страны. Расположен в юго-западной части плато Корат на одном из протоков реки Мун (бассейн Меконга). Город известен также под названием Корат (тайск. โคราช). Население на 2008 год составляло около 146 тысяч человек, шестой по населению город Таиланда.

## История

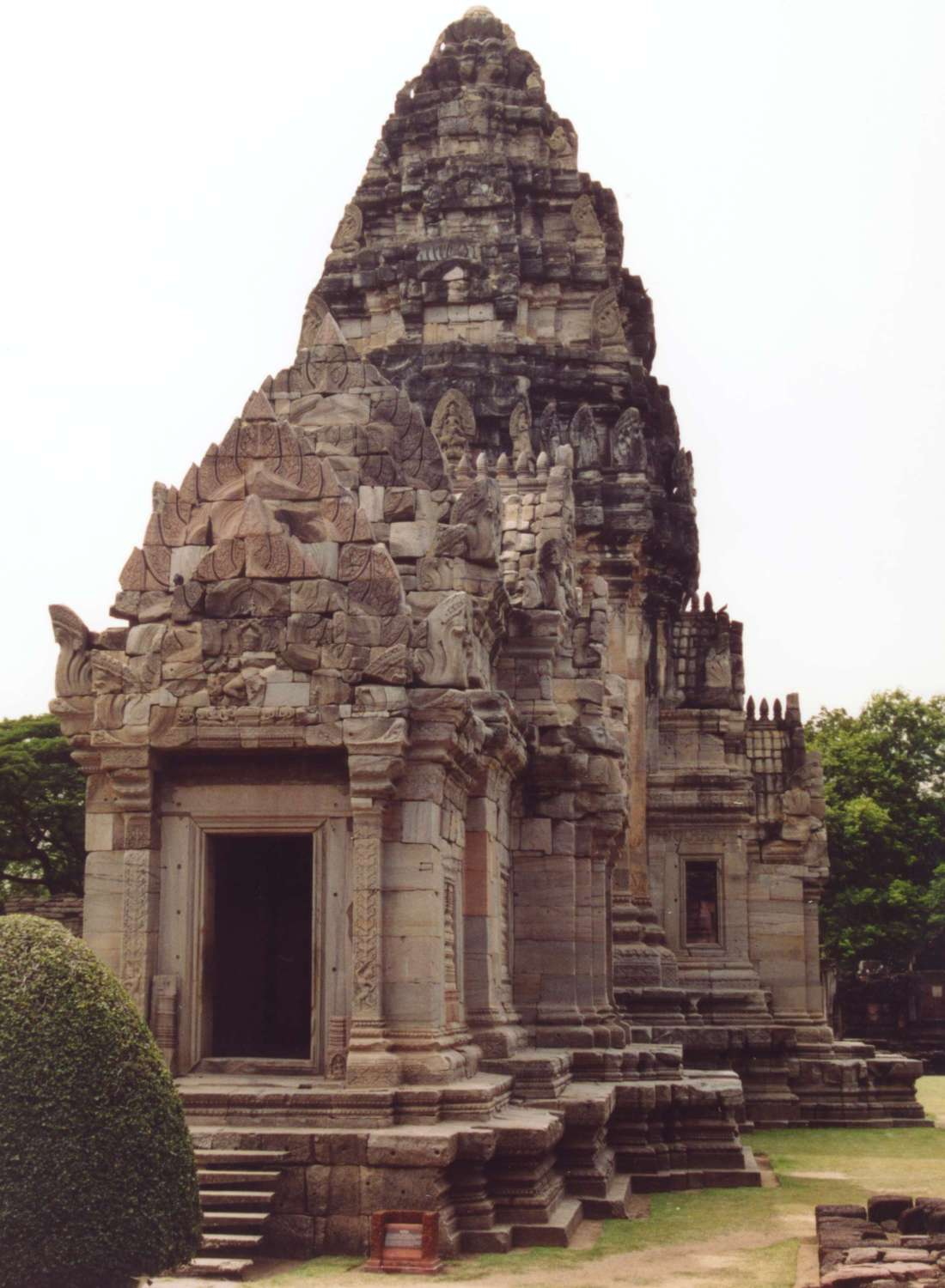
Пранг в историческом парке Пхимай

Первые поселения в районе Накхонратчасимы известны с периода раннесредневекового монского царства Дваравати (VI—X вв.), покорённого в начале XI в. кхмерской империей Камбуджадеша (IX—XIV в.).
С начала XIV в. здесь были основаны два небольших укрепленных городка Кхоракхапура и Сима как форпосты на восточной окраине первого тайского государства Сукхотхай (XIII—XIV вв.). Затем, в период Аюттхаи, (1350—1767) оба городка были объединены; в 1656 году по приказу короля Нарая Корат был заново отстроен и укреплён для защиты восточной границы Сиама.
После переноса столицы в Бангкок в 1782 году Накхонратчасима стала крупнейшим и стратегически важным пунктом на северо-востоке страны, охраняя границы с Камбоджей и Лаосом, находившимися в вассальной зависимости от Сиама. В 1826 году город был захвачен лаосской армией короля Вьентьяна Анувонга, который пытался добиться независимости Лаоса от Сиама. Организация удачной защиты города приписывается Кхунъинг Мо, жене вице-правителя Накхонратчасимы, которая получила имя Тхаосуранари («храбрая женщина») и с тех пор почитается в городе как героиня.
В конце XIX в. был составлен новый план развития города, проведена реконструкция старых памятников и застройка жилых кварталов. Во время революционных событий 1932 г., после которых Таиланд стал конституционной монархией, Накхонратчасима была одним из центров сопротивления. Во время войны во Вьетнаме ВВС США создали военную базу в окрестностях города.
В 2012 году в Бангкоке и Накхонратчасиме проводился чемпионат мира по мини-футболу 2012.
В 2019 году в Накхонратчасиме проводилось первенство мира по настольному теннису (среди спортсменов до 21 года).
8 февраля 2020 года, старший сержант Вооружённых сил Таиланда Джакрапант Томма открыл беспорядочную стрельбу по гражданским лицам у торгового центра. В результате действий преступника погибли 30 человек и ещё более 57 получили ранения. В результате проведения спецоперации стрелок был ликвидирован.

## Образование
В городе расположены четыре университета: Технологический университет Суранари, Университет Накхонратчасима Рачабхат, Технический университет Исана Рачамангала и Университет Вонгчавалиткул.

## Экономика и транспорт
Важнейшая отрасль промышленности — производство шёлка. Из Накхонратчасимы происходит порода кошек корат. Город расположен на северо-восточной железнодорожной линии, связывающей Бангкок и Нонгкхай. В 26 км от города имеется аэропорт, который с 2006 года не осуществляет пассажирские перевозки.